# Токтарсолинское сельское поселение
Токтарсолинское се́льское поселе́ние — упразднённое муниципальное образование в Новоторъяльском районе Марий Эл Российской Федерации.
Административный центр — деревня Токтарсола.

## История
Статус и границы сельского поселения установлены Законом Республики Марий Эл от 18 июня 2004 года № 15-З «О статусе, границах и составе муниципальных районов, городских округов в Республике Марий Эл».
Закон Республики Марий Эл от 1 апреля 2009 года":

## Состав сельского поселения
| №  | Населённый пункт  | Тип населённого пункта          | Население |
| -- | ----------------- | ------------------------------- | --------- |
| 1  | Алеево            | деревня                         | 92        |
| 2  | Большая Кемсола   | деревня                         | 111       |
| 3  | Бываенки          | деревня                         | 0         |
| 4  | Верхнее Махматово | деревня                         | 70        |
| 5  | Кугеръял          | деревня                         | 3         |
| 6  | Кугунур           | деревня                         | 4         |
| 7  | Куркумбал         | деревня                         | 20        |
| 8  | Малая Кемсола     | деревня                         | 31        |
| 9  | Нижнее Махматово  | деревня                         | 68        |
| 10 | Нурмучаш          | деревня                         | 16        |
| 11 | Пактеково         | деревня                         | 59        |
| 12 | Сергейсола        | деревня                         | 31        |
| 13 | Токтарсола        | деревня, административный центр | 362       |
| 14 | Шемермучаш        | деревня                         | 112       |
| 15 | Шургуял           | деревня                         | 35        |